# دهستان چهارمحل
دهستان چهارمحل دهستان تازه‌ای است در استان گیلان ایران.
این دهستان در بخش خورگام از شهرستان رودبار واقع شده‌است.
پس از زمین‌لرزه ۱۳۶۹ رودبار و ویرانی بالاتر از ۵۰ درصد روستاهای منطقه چهار در این منطقه ادغام شده و با حضور ریاست جمهور وقت علی‌اکبر هاشمی رفسنجانی به نام چهارمحل نامیده شد.
دهستان چهارمحل متشکل از ساکنین چهار روستا بنام سُرمُل، سوسِف، ماشْمیان و لیاوُل است.
این روستاها مجموعاً در محدوده ۳۵ تا ۴۰ کیلومتری شرق رودبار و ۲۳ تا ۲۷ کیلومتری رستم‌آباد قرار گرفته‌اند.
بقعه تازه در لیاول علیا، تپه مازی، سنگ عروس و رودخانه تورنگ لات در سوسف و مسجد ماشمیان از نقاط دیدنی این دهستان ست.

## جمعیت
بر اساس سرشماری سال ۱۳۴۵ این روستاها در مجموع شامل ۳۷۱ خانوار و ۱۸۰۰ نفر جمعیت بوده‌اند. در سرشماری سال ۱۳۵۵ این چهار روستا در مجموع شامل ۴۵۸ خانوار و ۲۲۷۰ نفر جمعیت بوده‌اند و بر اساس سرشماری سال ۱۳۷۵ و بر اساس آخرین تغییرات حاصله تا سال ۱۳۷۹، چهارمحل دارای ۶۸۱ خانوار و ۳۰۰۰ نفر جمعیت که به ترتیب محله سوسف دارای ۱۳۰ خانوار، سرمل ۱۲۵ خانوار، ماشمیان ۱۳۵ خانوار و لیاول ۱۹۱ خانوار می‌باشند.
بیشتر مردم این دهستان را تات‌ ها و کرمانج‌ ها و دیلم ها تشکیل می‌دهند.

## جغرافیای طبیعی
کوهستانی با آب و هوای معتدل کوهستانی است. دارای جنگل‌های راش بکر و زیبا و گونه نادر سوسن چلچراغ در این نگهداری می‌شود به تازگی نیز زعفران بسیار مرغوبی نیز در منطقه برداشت شده‌است 

## محصولات کشاورزی
گندم، جو، عدس، لوبیا، نخودفرنگی، خیار،گردو،فندق،انجیر،انگور،گلابی

## میوه
به، گردو، سیب، گلابی، گیلاس، انجیر،آلوچه،ازگیل،گتو،

## جغرافیای مذهبی
مردمان دهستان مسلمان و شیعه 12امامی هستند
دهستان درفک دارای چهار امامزاده می‌باشد که از معروف‌ترین آن‌ها می‌توان به امامزاده صلاح الدین (ع)لیاول و امامزاده یوسف (ع) سوسف اشاره کرد  

## ییلاقات روستا
این دهستان بسیار خوش آب وهوا و دیدنی دارای ییلاقات بسیار تماشایی می‌باشد که هر بیننده‌ای را مجذوب و شیفته خود می‌کند .سالانه تعداد زیادی از این دهستان زیبا دیدن می‌کنند 
ییلاقات این دهستان عبارتند از (چنگش - بره بن - میانه سو - تک استل )

## راههای ارتباطی
چهارمحل به دلیل موقعیت جغرافیایی و جمعیتی ای که در بخش خورگام دارد به شاه راه ارتباطی این بخش تبدیل شه اشت انتقال مسافران بخش خورگام بیشتر از چهارمحل صورت می‌گیرد . چهارمحل دارای دوراه اصلی (یکی آسفالته ودیگری شوسه)است راه آسفالته به شهر رستم آباد وراه شوسه از ییلاقات گذشته و به معدن سنگرود می‌رسد. 

## آداب و رسوم
مردمان منطقه خورگام به دلیل تاریخ و گذشته کهن شان از آداب و سنن غنی وپر باری برخوردارند بسیار میهمان نواز و خون گرم بوده نان و غذاهای مخصوص به خود را پخت می‌کنند مراسم جشن و عروسی‌های آنان بسیار باشکوه برگزار می‌شود

## مشکلات در خورگام
دراین میان به علت قدیمی بودن جادهای بخش خورگام و اینکه از سوی مسئولین دولتی، استانی و شهرستانی در خصوص تعریض و تعمیر این جاده اقدامات کافی انجام نمی‌گیرد خورگام عمارلو با تمام تاریخ و گذشته خود (خورگام به معنای قدمگاه خورشید است به تعبیری جایی که کوروش کبیر برای همراه کردن دیلمیان باخود به انجا قدم نهاد ) در انزوا قرار گرفته وهم اکنون با بحران‌های اقتصادی، اجتماعی و اشتغال دسته پنجه نرم می‌کند و شاید در آینده نزدیک دیگر مدرسه ابتدایی در این منطقه یافت نشود چرا که دیگر کسی در منطقه باقی نمی‌ماند  